# Nicennica żółtawa
Nicennica żółtawa (Filago lutescens Jord.) – gatunek roślin z rodziny astrowatych. Występuje w zachodniej i środkowej Europie oraz w Maroku. W Polsce jest gatunkiem rzadkim; rośnie w zachodniej części kraju.

## Morfologia

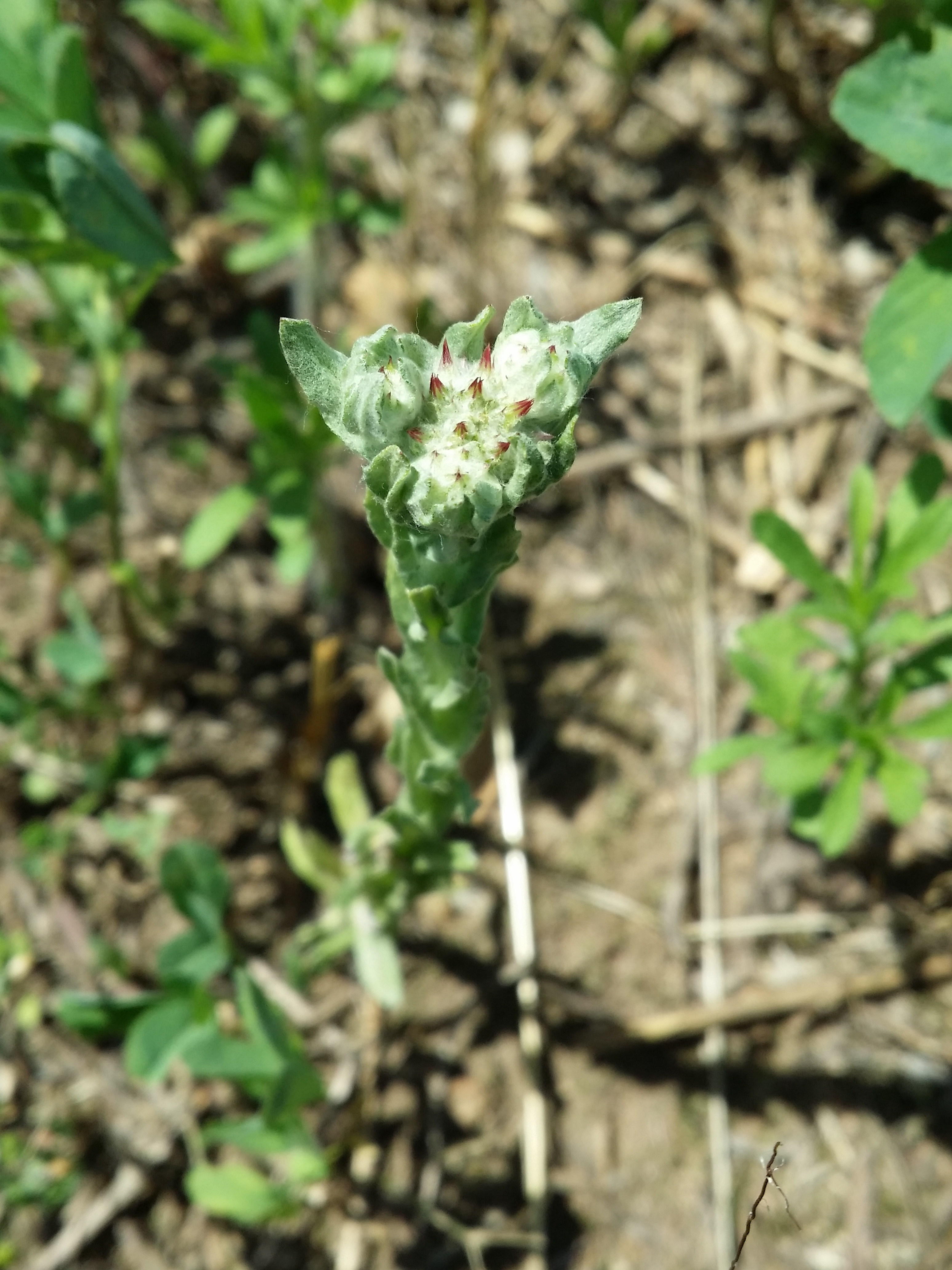
Pokrój

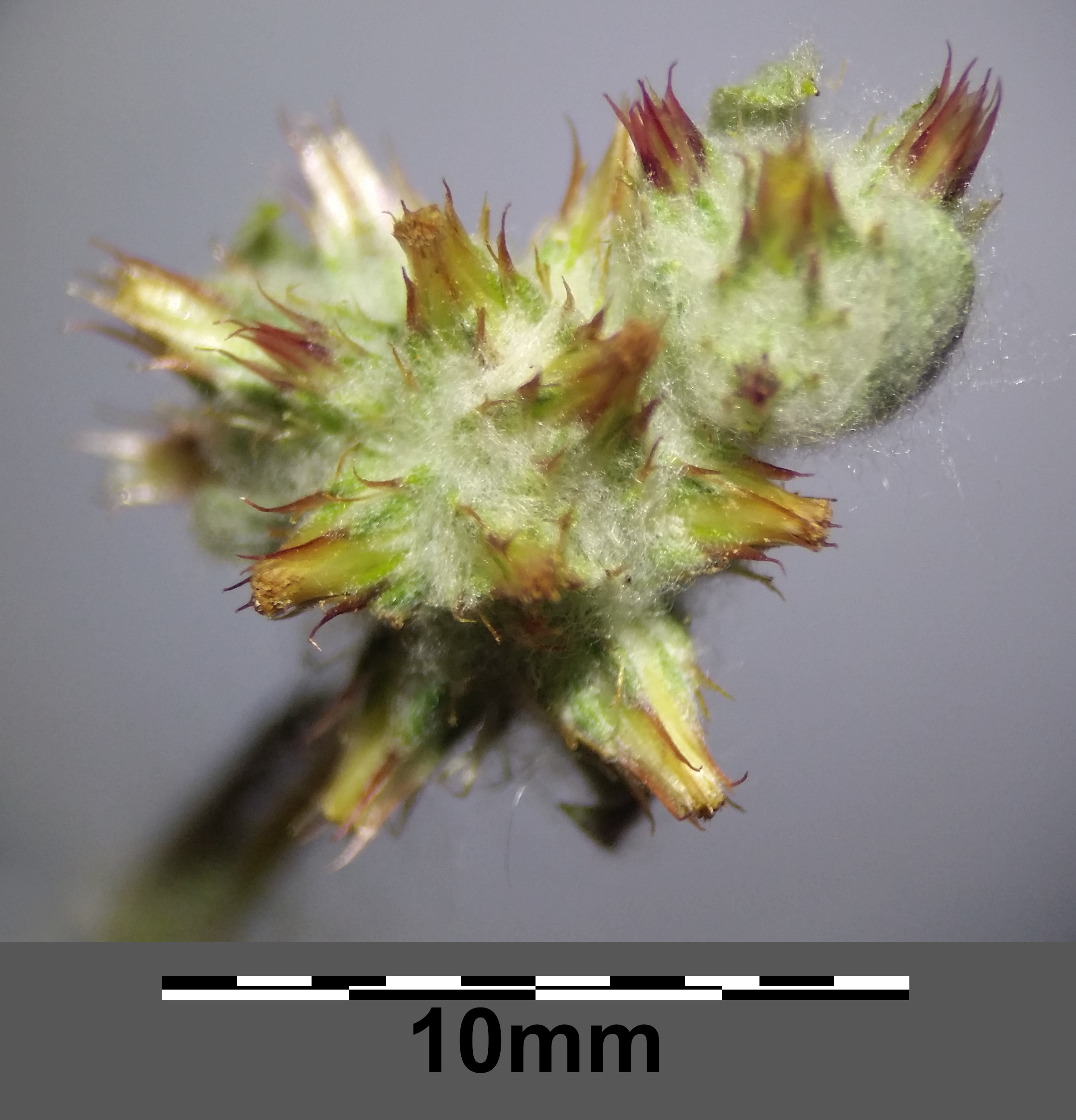
Koszyczki

PokrójRoślina żółtawo wełnista o wysokości 5–30 cm.
LiściePłaskie, podługowato-łopatkowate, w górnej części najszersze. Jeden lub dwa górne liście są wyższe od koszyczków.
KwiatyZebrane w koszyczki, te z kolei zebrane w luźne pęczki po 10–25 koszyczków. Środkowe listki okrywy obficie, wełnisto owłosione, czerwonawe na szczycie, z ostką. Zewnętrzne listki okrywy zaostrzone, w czasie owocowania prosto wzniesione.
OwoceNiełupki.
Gatunki podobneNicennica niemiecka ma w gęstszych główkach więcej koszyczków – 20–40; ostki na końcach listków okrywy żółtawe; listki ma mniej gęsto owłosione, stąd filc nie przesłania ich tak jak u n. żółtawej.

## Biologia i ekologia
Roślina jednoroczna. Kwitnie od lipca do września. Rośnie na piaszczystych polach i murawach. Liczba chromosomów 2n = 28. Gatunek charakterystyczny muraw napiaskowych ze związku Vicio lathyroidis-Potentillion argenteae.

## Zagrożenia i ochrona
Roślina umieszczona na polskiej czerwonej liście w kategorii DD (stopień zagrożenia nie może być określony).